# اوک‌ویل (واشینگتن)
اوک ویل (به انگلیسی: Oakville) شهری در شهرستان گریز هاربر ایالت واشنگتن است که در سرشماری سال ۲۰۱۰ میلادی، ۶۸۴ نفر جمعیت داشته است.